# Bahía Hondita
Die Bahía Hondita ist eine kleine Bucht im Norden der Guajira-Halbinsel in Kolumbien.

## Geschichte
Mit Hilfe der Mine von El Cerrejón und der in der Region lebenden indigenen Bevölkerung wurden mehrfach Tiere in der Bahía Hondita freigelassen, z. B. Schildkröten und Krokodile.

## Geographie
Die Bahía Hondita liegt im äußersten Norden der Guajira-Halbinsel, unmittelbar südlich der Punta Gallinas, des nördlichsten Punktes des südamerikanischen Festlandes. Südlich schließt sich die Bahía Honda an, und noch weiter südlich liegt die Bahía Portete. Die Bucht ist über einen schmalen Kanal mit dem Karibischen Meer verbunden.
Administrativ gehört die Bucht zur Gemeinde Uribia.